# Craspedosoma italicum
Craspedosoma italicum är en mångfotingart som beskrevs av Filippo Silvestri 1901. Craspedosoma italicum ingår i släktet Craspedosoma och familjen knöldubbelfotingar. Inga underarter finns listade i Catalogue of Life.